# Naira
La naira és la unitat monetària de Nigèria. El codi ISO 4217 és NGN i s'abreuja amb un símbol especial, ₦ (Unicode: U+20A6 ). Se subdivideix en 100 kobos.
El nom de la moneda prové d'una alteració del nom de l'estat, Nigèria (en anglès pronunciat [naj'dʒiria]), mentre que el de la fracció ve de la pronúncia ioruba de l'anglès copper ("coure"), material amb què eren fets els penics, l'antiga moneda fraccionària.
Aprofitant la decimalització de la moneda, el 1973 Nigèria va substituir la lliura nigeriana (N£) per la naira a raó de 2 ₦ per N£. Fou, doncs, l'últim estat a abandonar el sistema predecimal de xílings i penics.
L'octubre de 2021, l'eNaira, la versió digital de la moneda estatal, es llança oficialment a Nigèria.

## Monedes i bitllets
Emesa pel Banc Central de Nigèria (Central Bank of Nigeria), en circulen monedes de 50 kobos i 1 i 2 naires, i bitllets de 5, 10, 20, 50, 100, 200, 500 i 1.000 naires. Les antigues monedes de ½, 1, 5, 10 i 25 kobos foren retirades de la circulació el 2007.
En anglès ni la moneda ni la seva fracció no pluralitzen, de manera que tant a les monedes com als bitllets s'utilitzen les formes naira i kobo tant per al singular com per al plural. Als bitllets també surt escrit el nom de la moneda en caràcters àrabs (نايرا), alfabet amb què s'escriu tradicionalment el hausa, una de les llengües oficials de Nigèria.

## Taxes de canvi
- 1 EUR = 463,64 NGN (26 de gener del 2021)
- 1 USD = 381,96 NGN (26 de gener del 2021)